# Mathieu Barrette
Mathieu Barrette, originaire de Trois-Pistoles au Bas Saint-Laurent, est un artiste multidisciplinaire actif sur les scènes du conte, du théâtre, de la musique et du cinéma.

## Biographie
Double champion du Concours international de la plus Grande menterie du festival Le Rendez-vous des Grandes Gueules, Mathieu Barrette a fait ses premières apparitions sur la scène du conte professionnel à l'âge de 14 ans. Naviguant entre tous les genres littéraires des arts vivants, il a créé, en début de carrière, quatre spectacles alliant le conte, la chanson, le spoken word et le théâtre soit, Fond de garde-robe, Truck stop, La Maison hantée et Criard de Rue,,,,.
Entre les années 2015 et 2019, il a créé plusieurs œuvres pour le compte du Théâtre du Bic, dont la participation aux deux éditions du Cabaret des contes ruraux, en tant qu'auteur et interprète, l'écriture de la pièce d'été Fin septembre, début janvier, et l'écriture et la coréalisation du film de fiction en réalité virtuelle Théâtre d'automne, mettant Fanny Mallette, Eudore Belzile et Steven Lee Potvin en vedette. Après un passage remarqué au Festival du nouveau cinéma (FNC) de Montréal en 2017, le film a été présenté dans plusieurs festivals internationaux. Il est un pionnier de la scène de la réalité virtuelle au Québec et au Canada. Il a également scénarisé plusieurs expériences corporatives en réalité virtuelle, dont le très innovant « Ascenseur » du CDRIN, alliant déjà en 2016, les technologies de capture de mouvement et de projection d'avatars en temps réel dans un environnement de réalité virtuelle,,,,,.
Mathieu Barrette a écrit plus de 75 chansons dans sa carrière, dont plusieurs pour la scène du Théâtre du Bic. En 2025, il lance un tout nouveau spectacle de conte, chanson et spoken word autour de son premier projet d'album de chansons originales en carrière : Mathieu Barrette et les Saint-Thomas. Coréalisé par Raphaël D'Amours et Simon Godin, l'album comprend 8 titres originaux de chanson d'expression française à la frontière des traditions musicales du terroir américain (traditionnel, folk, country, old-time).

## Œuvres

### Spectacles de conte, chanson et spoken word
- Fond de garde-robe, 2010
- Truck stop, 2011[3]
- La Maison hantée, 2012[5]
- Criard de rue, 2013[6]
- 36 façons, 2020
- Mathieu Barrette et les Saint-Thomas, 2025

### Cinéma de réalité virtuelle
- J'ai vu, 2015[13],[12]
- Théâtre d'automne, 2017[9],[10]
- 97-17, 2018

### Spectacles de théâtre
- Le Cabaret des contes ruraux, collectif de 5 auteurs, 2017
- Le Cabaret des contes ruraux 2, collectif de 6 auteurs, 2018[14]
- Fin septembre, début janvier, 2019[15]

### Publications
- Fond de garde-robe, Les Éditions Trois-Pistoles, 2011 (ISBN : 9782895832560)
- Fin septembre, début janvier, Les Éditions Trois-Pistoles, 2019 (ISBN : 9782895833475)